# ورباس، صربستان
۴۵°۳۴′ شمالی ۱۹°۳۹′ شرقی / ۴۵٫۵۶۷°شمالی ۱۹٫۶۵۰°شرقی
ورباس (به صربی: Врбас) شهری در استان خودمختار وویوودینا کشور صربستان است که جمعیت آن در سال ۲۰۰۶ میلادی ۲۵٫۵۷۷ نفر بوده‌است.

## جستارهای وابسته

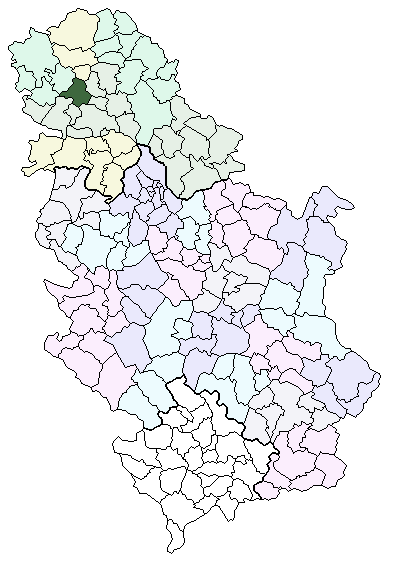

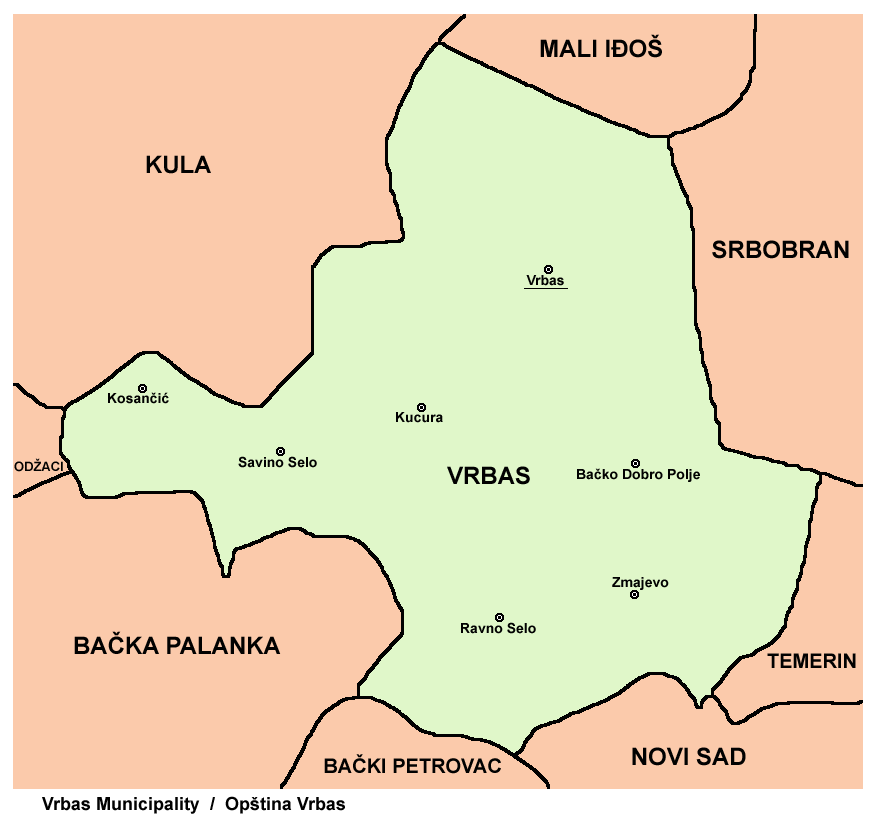